# Kasper Winding
Kasper Winding (* 21. Juni 1956 in Kopenhagen) ist ein dänischer Komponist, Multiinstrumentalist und Musikproduzent.

## Leben und Wirken
Winding, Sohn des Schriftstellers Thomas Winding, wurde in den 1970er Jahren zunächst als Schlagzeuger und Perkussionist im Jazzbereich bekannt; er nahm mit Dexter Gordon, Sigi Busch, Karin Krog, Palle Mikkelborg, Rolf Kühn, Jasper van’t Hof (The Selfkicker) und Per Carsten auf. Auch spielte er 1974 auf dem New Jazz Meeting Baden-Baden, sowie mit Howard Johnson’s Gravity auf dem Pori Jazz Festival 1977. Daneben war er für Per Nørgård, Abba, Terry Riley, Det Kongelige Kapel und bald auch für Phil Glass, Barry White und Nina Hagen tätig.
Zunehmend begann er für den Film zu komponieren, wirkte aber in den nächsten Jahren noch als Perkussionist: 1981 war er am Album Tattoo You der Rolling Stones beteiligt. Vom selben Jahr bis 1984 gehörte er zu der Popgruppe Shu-Bi-Dua und ist auf drei ihrer Alben zu hören.
1986 wurde er für seine Filmmusik zum Spielfilm The Flying Devils mit einem Robert ausgezeichnet. Mit dem Song Sjæl i flammer hatte er 1987 einen kleinen Hit. Auch das Album No. 5 von 1989 war mit den Hits Kom nu hjem und Alle har en drøm kommerziell erfolgreich. Winding komponierte und produzierte in den nächsten Jahren für C. V. Jørgensen, Maya Albana, Lis Sørensen, Gangway, Caroline Henderson, Kathusja Babikian, Heidi Herløw, Alberte Winding, Definition of Sound, Lars Muhl, Susi Hyldgaard, Mew, Lois, Steen Jørgensen, Jonas Bjerre, Sébastien Tellier, Shanghai, Mr Oizo und Lola Delon. Weiter remixte er Songs von Kavinsky, Efterklang, Hypnolove, Sébastien Tellier und Justice. Auch schrieb er Ballettmusik.
Nachdem er in erster Ehe Gatte von Brigitte Nielsen war, ist er seit 1987 mit Simone Bendix verheiratet. Sein Sohn Julian Winding ist ebenfalls als Musiker (in der Band Hard Candy) tätig.

## Werke

### Diskographie (unter eigenem Namen)
Alben
- 1978: Mig og Charlie med C V Jørgensen (Filmmusik)
- 1979: Johnny Larsen med C V Jørgensen (Filmmusik)
- 1980: Kick
- 1981: Attitudes and broken hearts
- 1983: Swing
- 1985: The Flying Devils med Murray Head (Filmmusik)
- 1987: Daddy’s in Rare Form Tonight
- 1989: No. 5
- 1990: No. 6
- 1992: Uno, deux, drei, four
- 1996: Pop from the deep end
- 1999: Vibe-O-gram
- 2000: Lidt til og meget mere (Kompilation)
- 2004: Domestika
- 2009: Musicality (mit Thomas Blachman)
- 2011: Voila!

Lieder (Auswahl)
- 1987: Sjæl i flammer (DK: Gold)[6]

### Filmographie (Auswahl)
- 1976: Strømer – Regie: Anders Refn
- 1978: Der Baron (Slægten) – Regie: Anders Refn
- 1978: Mig og Charlie – Regie: Morten Arnfred und Henning Kristiansen
- 1979: Mord im Zwiebelfeld (The Onion Field) – Regie: Harold Becker
- 1979: Johnny Larsen – Regie: Morten Arnfred
- 1985: Die fliegenden Teufel (De flyvende djævle) – Regie: Anders Refn
- 1987: En gang strømer – Fernsehserie, Regie:  Anders Refn
- 1987: Epidemic – Regie: Lars von Trier
- 1991: Der schöne Badetag (Den Store Badedag) – Regie: Stellan Ollson
- 1993: Sort høst Regie: Anders Refn
- 1994: Fra Hjertet til Hånden – Regie: Tómas Gislason
- 1997: The Man who Couldn’t Open Doors – Regie: Paul Arden
- 1997: Patrioterne – Regie: Tómas Gislason
- 1998: Wenn Mama nach Hause kommt (Når mor kommer hjem) – Regie: Lone Scherfig
- 2001: P.O.V. – Regie: Tómas Gislason
- 2007: Hjemve – Regie: Lone Scherfig
- 2009: Sois sage – Regie: Juliette Garcias
- 2014: The Riot Club – Regie: Lone Scherfig
- 2014: The Salvation – Spur der Vergeltung (The Salvation) – Regie: Kristian Levring
- 2015: Moonwalkers